# Chromis brevirostris
 Chromis brevirostris és una espècie de peix de la família dels pomacèntrids i de l'ordre dels perciformes.
Els mascles poden assolir els 6,9 cm de longitud total.
Es troba des de les Illes Marshall fins a Fidji, les Illes Carolines, Palau i Vanuatu.